# فرانك هوارث
فرانك هوارث (بالإنجليزية: Frank Howarth) هو مسير أعمال أسترالي، ولد في 24 أكتوبر 1951 في سيدني في أستراليا.